# Gerrit Jannink
Gerrit Jannink   (Enschede, 1 de desembre de 1904 - Ross-on-Wye, 7 de març de 1975) va ser un jugador d'hoquei sobre herba neerlandès que va competir durant la dècada de 1920.
El 1928 va prendre part en els Jocs Olímpics d'Amsterdam, on va guanyar la medalla de plata com a membre de l'equip neerlandès en la competició d'hoquei sobre herba.